# Marthe Vogt
Marthe Louise Vogt (8 de septiembre de 1903 - La Jolla, Estados Unidos, 9 de septiembre de 2003) fue una neurocientífica alemana conocida por sus importantes contribuciones para la comprensión del rol de los neurotransmisors al cerebro, especialmente de la epinefrina.

## Vida personal
Marthe Vogt nació en Berlín, hija de los destacados neurocientíficos Cécile Vogt-Mugnier y Oskar Vogt, descubridores del síndrome Vogt-Vogt, entre otros adelantos científicos. Hermana de la bióloga y viróloga Marguerite Vogt, creció en un ambiente familiar que estimuló su interés por la ciencia.
A pesar de no ser judía, el ascenso del partido nazi al poder la empujó a abandonar Alemania y en 1935 se trasladó a Londres con el apoyo de una beca Rockefeller. Durante los siguientes 30 años, su profesión la llevó en Cambridge, Londres y Edimburgo. El 1960 volvió a Cambridge para hacerse cargo de la Unidad de Farmacología del Babraham Institute. Se jubiló el 1968.
En Gran Bretaña, ayudó a judíos alemanes y refugiados de la opresión franquista a establecerse en el país. Era miembro de organizaciones antinucleares e hizo campaña en apoyo de los presos de conciencia.

## Principales contribuciones
El 1936 participó en la publicación de un trabajo, en el cual se describía la secreción de la acetilcolina de los nervios a los músculos y su acción mediadora en la actividad sináptica del sistema nervioso. También describe los efectos de la denervación, la depleción del transmisor y el efecto de la curarina que bloquea el impulso nervioso a nivel de la placa motora. De este modo, el equipo del cual formaba parte Vogt identificó las bases químicas del movimiento. Aquel mismo año le fue concedido el premio Nobel de Medicina a Henry Hallett Dale.
Junto con Wilhelm Feldberg, en 1948 publicó un artículo que demostró la distribución regional del sistema colinérgico al cerebro y probó que la acetilcolina es un neurotransmisor cerebral. Su contribución abrió expectativas para el tratamiento de alteraciones cerebrales con sustancias químicas.
En 1954 publicó un trabajo fundamental donde demostraba la presencia de mediadores adrenérgicos al cerebro, hecho que no podía explicarse solo por la presencia de adrenalina en sangre. Describía la concentración de adrenalina y noradrenalina en diferentes partes del sistema nervioso central en condiciones normales y después de la administración de fármacos. Este trabajo abrió las puertas a la investigación de nuevos fármacos, especialmente de antidepresivos.

## Premios y reconocimientos
A lo largo de su vida Marthe Vogt recibió numerosos reconocimientos por parte de instituciones científicas:
- Miembro honoraria de la Academia Americana de las Artes y las Ciencias
- Miembro de la Sociedad Británica de Farmacología (desde 1937)[8]
- Miembro de la Asociación Británica de Psicofarmacología[9]
- Medalla de Royal Society.[10]